# Трифонов, Виктор Викторович
Виктор Викторович Трифонов (род. 20 июня 1984 Заслуженный мастер спорта(подводное ориентирование).

## Карьера
Двукратный серебряный призёр чемпионата мира, двукратный чемпион Европы.
Многократный чемпион России.
Спортсмен-инструктор отделения подводного спорта Новосибирского центра высшего спортивного мастерства.